# 航空機動軍団
航空機動軍団（こうくうきどうぐんだん Air Mobility Command,AMC）はアメリカ空軍の部隊の一つ。アメリカ空軍を構成する主要軍団の一つであり、輸送機や空中給油機などの運用を行う。軍政面では参謀本部に直属し、軍令面ではアメリカ輸送軍(USTRANSCOM)の指揮下にある。司令部はイリノイ州・スコット空軍基地に所在、指揮官は空軍大将。兵員数は14万名以上。

## 概要
世界各地のアメリカ軍を支援することが主任務である。輸送機や空中給油機を運用し、長距離かつ迅速な物資・兵站輸送を実施する。機能別の軍団であるため、責任範囲は全世界に及ぶ。エアフォースワンを運航する第89空輸航空団も責任範囲にあり、軍用機のみならず、有事に動員される民間予備航空隊(Civil Reserve Air Fleet)もAMCの担当である。
AMCの設立は冷戦後の1992年6月1日である。冷戦期においては、空中給油機は戦略航空軍団(SAC)、輸送機は軍事空輸軍団(MAC)と別々に運用されていた。戦略航空軍団の爆撃機は航空戦闘軍団に移管され、戦略航空軍団と軍事空輸軍団は廃止、空中給油機と輸送機を取り扱うAMCが編制された。
設立当初は第15空軍と第21空軍の2個航空軍体制であったが、2003年10月に改編され第18空軍と2個遠征機動任務部隊（第15および第21）に縮小された。

## 編成
- 第18空軍(18AF)
  - 第6航空機動航空団(6AMW)
  - 第60航空機動航空団(60AMW)
  - 第305航空機動航空団(305AMW)
  - 第43空輸航空団(43AW)
  - 第62空輸航空団(62AW)
  - 第89空輸航空団(89AW)
  - 第375空輸航空団(375AW)
  - 第436空輸航空団(436AW)
  - 第437空輸航空団(437AW)
  - 第317空輸航空群(317AG)
  - 第463空輸航空群(463AG)
  - 第615事態即応航空団(615CRW)
  - 第621事態即応航空団(621CRW)
  - 第22空中給油航空団(22ARW)
  - 第92空中給油航空団(92ARW)
  - 第319空中給油航空団(319ARW)
  - 第19空中給油航空群(19ARG)
  - 第15遠征機動任務部隊(15EMTF)
  - 第21遠征機動任務部隊(21EMTF)
- 第618空中給油機空輸統制センター(618th Tanker Airlift Control Center)
- アメリカ空軍遠征センター(Air Force Expeditionary Center)

## 主要機材
輸送機
- C-17 グローブマスター III
- C-5 ギャラクシー
- C-130 ハーキュリーズ

空中給油機
- KC-10A エクステンダー
- KC-135 ストラトタンカー